# Golfclub De Schoot
De Schoot is een Nederlandse golfclub in St. Oedenrode in de provincie Noord-Brabant.
De golfclub speelt op de 9-holes Golf & Country Course St. Oedenrode.
Aangezien de baan in de 70'er jaren is aangelegd, zijn sommige fairways smal. Zeven holes hebben een dubbele tee, zodat het mogelijk is om 18 holes te spelen.
Er is ook een 6-holes par-3-baan.
Er staat een golfprofessional ter beschikking: Jos van den Hurk, | http://www.josvandenhurk.nl.